# Великое княжество Московское
Моско́вское кня́жество, с 1363 года — Вели́кое кня́жество Моско́вское — средневековое русское княжество, возникшее по завещанию Александра Невского как удел Великого княжества Владимирского. Постоянная династия возникла в 1263 году, когда Москву с округой получил во владение князь Даниил Александрович. Его преемники неуклонно увеличивали подвластную территорию, соперничая с другими удельными князьями за великокняжеский ярлык, выдававшийся ордынскими ханами. Усилению Москвы поспособствовал приток значительных контингентов служилых людей из Юго-Западной Руси в начале XIV века, дальнейшему укреплению её авторитета на Руси послужил перенос кафедры киевского митрополита Петра из Владимира в Москву в 1325 году. Начиная с 1330-х годов московские князья, за редкими исключениями, — носители великокняжеского титула, что обеспечило им возможность вести активную политику по собиранию русских земель. С периода княжения Дмитрия Донского, возглавившего антиордынскую борьбу, великое княжение стало наследственным владением московских князей, с этого времени княжества Владимирское и Московское неотделимы друг от друга.
С дальнейшим расширением владений московских князей и централизацией власти в конце XV века Великое княжество Московское стало центром единого Русского государства, освободившегося от ордынской зависимости. C 1485 года (в ряде документов и ранее) великий князь московский Иван III Васильевич постоянно титуловался «государем всея Руси», в некоторых документах — царём, в ряде иноземных источников он именовался кайзером и императором. Иван IV Васильевич в 1547 году официально принял царский титул.

## Выделение княжества
Первым князем в Москве был сын Всеволода Большое Гнездо Владимир Всеволодович (1213). Нашествие Батыя застало в Москве сына великого князя Юрия Всеволодовича Владимира Юрьевича. Город был взят монголами 20 января 1238 года, Владимир попал в плен и был убит перед стенами города Владимир 3 февраля для психологического воздействия на осаждённых. В 1246—1248 годах Москвой владел Михаил Ярославич Хоробрит (этот факт упомянут не во всех летописях и считается спорным). Когда его старшие братья Александр (Невский) и Андрей после смерти отца поехали к ханам за ярлыками, великое княжение занял по лествичному праву Святослав Всеволодович, но был изгнан Михаилом. Правил Михаил Ярославич Хоробрит совсем мало, зимой (15 января 1248 года) он погиб в битве с литовцами на берегу реки Протвы. Его останки были перенесены в Успенский собор Владимира. Михаил Хоробрит стал последним русским великим князем, погибшим в бою. По некоторым сведениям, после смерти Михаила остался его малолетний сын Борис, который и владел Московским княжеством с разрешения своего дяди, Александра Невского. Умер Борис Михайлович незадолго до 1263 года, не достигнув зрелого возраста.
Александром Невским княжество в том же 1263 году было выделено по завещанию в удел его младшему сыну — Даниилу Александровичу. Но как московский князь он впервые упоминается в 1283 году. За потомками Даниила Александровича оно и закрепилось. Сыном Даниила был Иван I (Калита) — дед Дмитрия Донского. Однако на протяжении всего этого времени Московское княжество было удельным в составе Великого княжества Владимирского.
Первоначально Московское княжество включало земли в среднем течении реки Москвы. Его столица Москва была единственным городом княжества.

## Внешняя политика
При основателе дома московских князей Данииле княжество занимало очень маленькую территорию, ограниченную бассейном реки Москва, и не имело выхода к Оке. В конце борьбы за владимирское княжение между своими старшими братьями Дмитрием и Андреем Даниил был союзником Дмитрия, и ордынская Дюденева рать разорила в том числе и Московское княжество (1293).

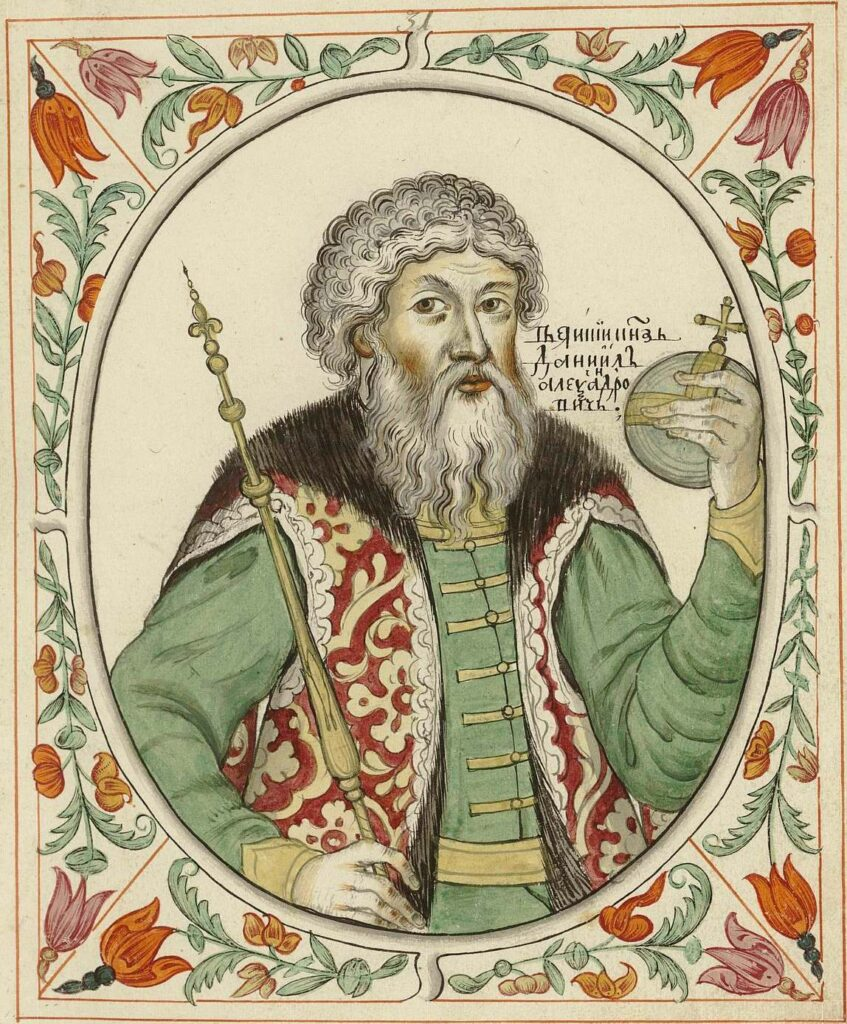
Даниил Московский, миниатюра из Царского титулярника, 1672

Ситуация изменилась после ликвидации сарайским ханом Тохтой улуса Ногая (Среднего Поднепровья) и разорения Киева в 1299 году, когда на московскую службу перешли значительные контингенты служилых людей из южнорусских земель, прежде находившихся в сфере влияния Ногая. Численное увеличение двора московских князей дало им возможность вести активную внешнюю политику. Необходимость обеспечить содержание возросшего числа служилых людей явилась, очевидно, одной из причин активных экспансионистских устремлений Даниила и Юрия — территории Московского княжества было недостаточно для удовлетворения их претензий.
В 1301 году Даниил разбил рязанского князя Константина Романовича, взял его в плен и захватил город Коломну. В 1302 году Даниилу удалось получить выморочный Переславль-Залесский, по завещанию своего бездетного племянника Ивана Дмитриевича (затем он перешёл к получившему ярлык на владимирское княжение Михаилу Тверскому). В 1303 году Даниил умер, в том же году старший из пяти его сыновей, Юрий, ходил на Смоленскую землю и взял Можайск.
Престол Юрия наследовал Иван Калита. Многие историки (Н. М. Карамзин, С. М. Соловьёв, Д. И. Иловайский) рассматривали Ивана Калиту как первого «собирателя Руси» и видели в нём большой государственный ум. Иного мнения придерживался В. И. Сергеевич: Иван Калита, по его словам, «сделал некоторые приобретения к Московскому уделу; это весьма возможно, но то же делали и оба его предшественника, а потому нет повода называть его первым собирателем». Он был решительным проводником «взгляда на княжение, как на частную собственность князя, со всеми его противогосударственными последствиями, а не основателем государственного могущества Москвы».
По мнению Д. И. Иловайского, московская земля при Иване Калите «заключала в себе всё течение р. Москвы, с городами Можайском, Звенигородом, Москвой и Коломной; далее на юго-запад она простиралась от Коломны вверх по Оке, с городками Каширою и Серпуховом, а на северо-восток владения Москвы охватывали часть Поволжья, заключая в себе волжские города Углич и Кострому. Они перешли далеко и на северную сторону Волги; Калита купил у обедневших местных князей не только Углич, но также Галич Мерский и Белозерск». В. И. Сергеевич сильно подвергает сомнению земельные приобретения, приписываемые Ивану Калите, на том основании, что в его завещании нет Галича, Белоозера и Углича; нет их и в завещаниях его сыновей, и впервые городами этими распоряжается только Дмитрий Донской. Не упоминается в завещании и Переяславль-Залесский, который с этого времени входит в состав Владимиро-Суздальского княжества.

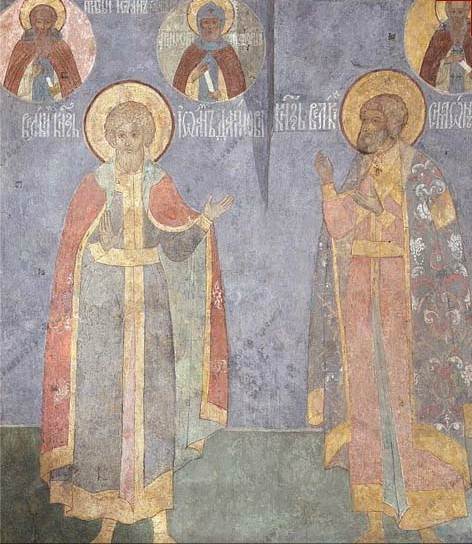
Иван Калита и Симеон гордый, фрески Архангельского собора, сер. XVII в.

В то время князья тверские и рязанские договариваются с московским князем, как равноправные союзники. Они даже с Ордой сносятся непосредственно, сами отсылают и возят дань туда. Рязанские князья назывались великими князьями. Тверские князья до 1382 года конкурировали с московскими за Владимирское великое княжение, с 1382 года существует Великое княжество Тверское. В договоре Дмитрия с Михаилом (1375 год) о татарах говорилось так: «будем ли мы в мире с татарами, дадим ли выход или не дадим — это зависит от нас; если татары пойдут на нас или на тебя, то нам биться вместе; если мы пойдём на них, то и тебе идти с нами вместе». Иногда тверской князь вынужден был называть московского старшим братом, но особого значения и последствий это тогда не имело. Относительно выступления в поход в договорах обыкновенно говорилось, что если московский князь сядет на коня, то и договаривающийся князь должен на коня садиться; если московский князь пошлёт воеводу, то должен посылать и договаривающийся князь. Только по договору с Дмитрием Донским тверской князь обязан садиться на коня даже тогда, когда в поле выступит двоюродный брат великого князя, Владимир Андреевич. В договоре тверского князя Михаила Александровича с Василием Дмитриевичем всякое обязательство выступать в поход, когда выступает московский князь, исчезает совершенно. Олег Иванович Рязанский в 1381 году признал себя «младшим братом» московского князя, но уже в 1385 году захватил у Москвы город Коломну; под давлением митрополита всея Руси в 1387 году рязанцы вернули Коломну москвичам и заключили равноправный «вечный мир».
Василий I продолжал увеличивать московские владения. Будучи в Орде (1392), он купил ярлык на княжество нижегородское (восстановлено Едигеем в 1408—1415), бывшее во владении двоюродного деда Василия, Бориса Константиновича. Кроме Нижнего, по тому же ярлыку Василий приобрёл Городец, Муром, Мещёру, Тарусу. Василия I пережил один только его сын; это обстоятельство много способствовало упрочению государственной территории.

### Отношения с Великим княжеством Литовским

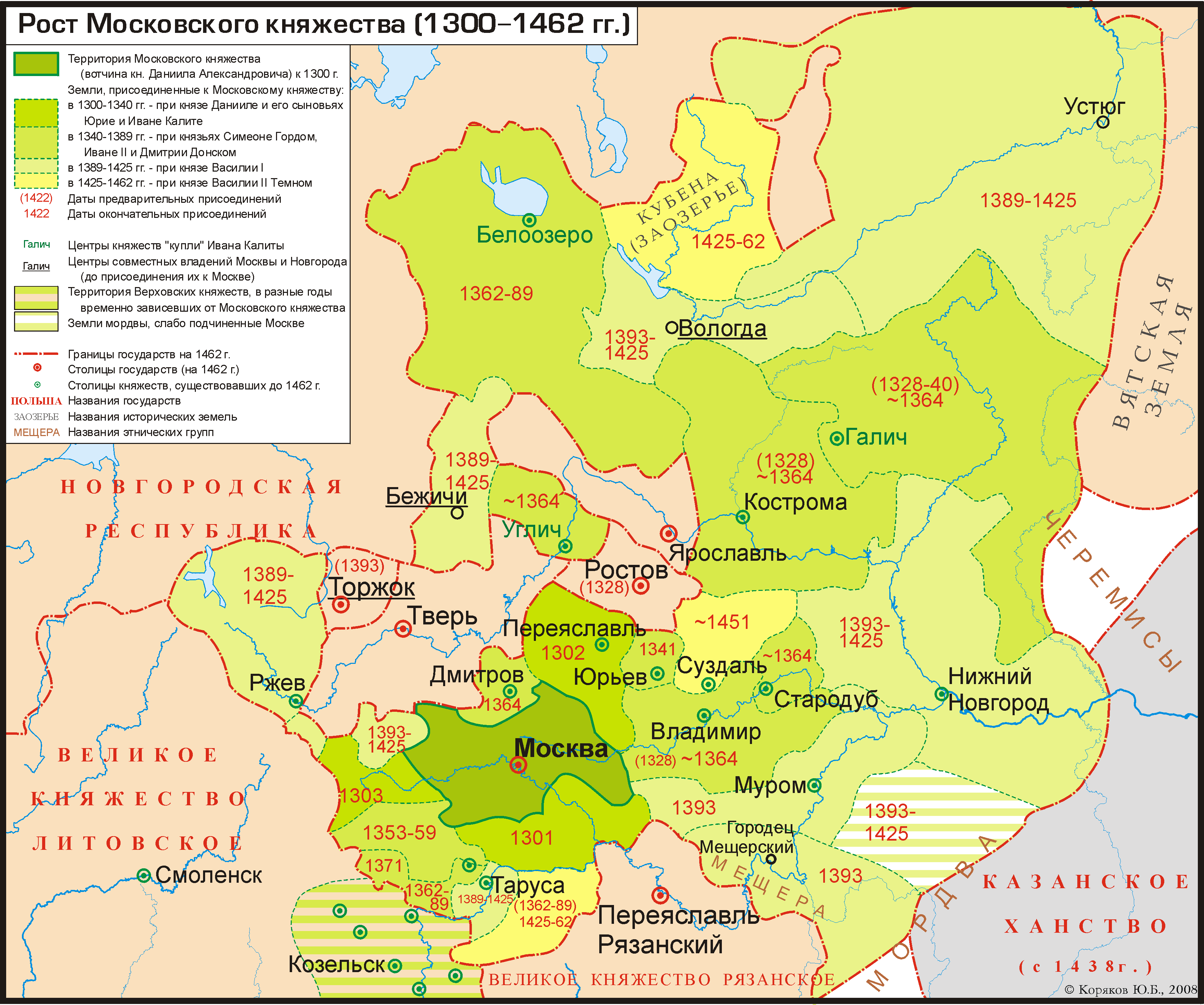
Рост Московского княжества в 1300—1462 годах

Семён Гордый был женат первым браком на дочери великого князя Литовского Гедимина. Смоленское княжество, стремясь освободиться от уплаты дани золотоордынскому хану, вступило в союз с Литвой, в 1340 году стало целью совместного ордынско-московско-рязанского похода, но вынуждено было отказаться от союза с Литвой лишь после похода Семёна в 1351 году.
В 1349 году Ольгерд Гедиминович попытался заключить союз с Ордой против Москвы, но неудачно. В том же году он женился вторым браком на тверской княжне Ульяне Александровне, а сын Василия Кашинского женился на дочери Семёна. Эти два династических брака предопределили расстановку сил в московско-тверской войне 1367—1375 годов и московско-литовской войне 1368—1372 годов. Войска Ольгерда не смогли преодолеть оборону белокаменной московской крепости, построенной в 1367 году. После смерти Ольгерда (1377) часть знати Великого княжества Литовского участвовала в Куликовской битве (1380) на стороне Дмитрия Московского (а двигавшиеся на соединение с татарами литовские полки во главе с великим князем Ягайло участия в битве не приняли).
Василий I Дмитриевич был женат на дочери Витовта, и хотя принял у себя противника польско-литовской унии Свидригайло Ольгердовича (1408), фактической правительницей при малолетнем Василии Васильевиче (1425) стала Софья Витовтовна, а верховенство её отца признали Тверское, Рязанское и Пронское княжества.
В 1449 году между Василием Васильевичем и Казимиром IV был заключён договор, по которому обе стороны обязались не принимать у себя политических противников другой стороны, а Литва не должна была вмешиваться в отношения между Москвой и Новгородом.

### Отношения с Золотой Ордой

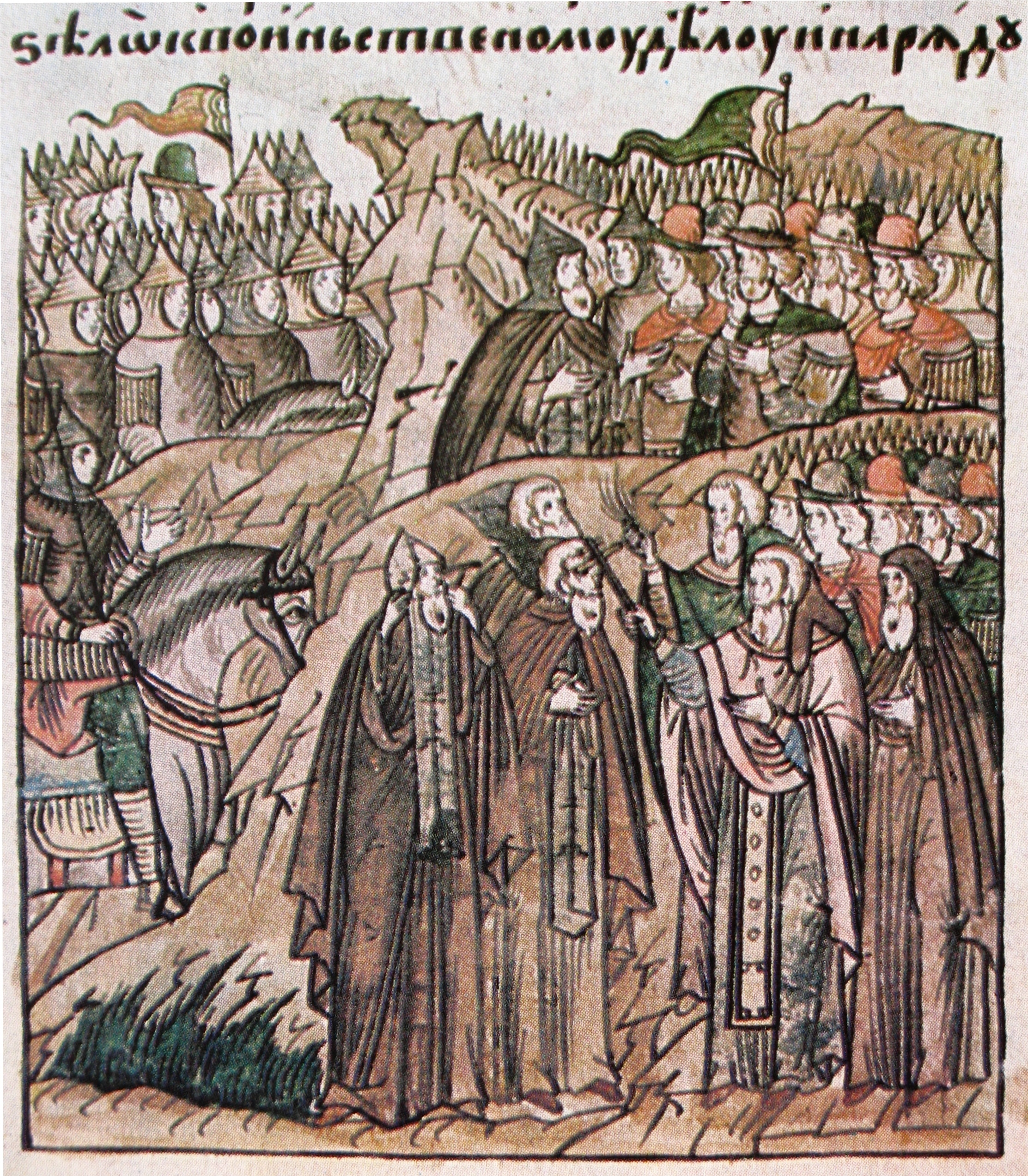
Сергий Радонежский благословляет Пересвета перед Мамаевым побоищем. Миниатюра XVI века

В 1317 году Юрий Данилович женился на сестре Узбек-хана Кончаке. Не успев соединиться с новгородским войском, Юрий и ордынский отряд Кавгадыя были разбиты тверскими войсками (Бортеневская битва). После стихийного восстания в Твери против ордынского посла Щелкана (1327) Тверь была разгромлена 50-тысячным войском ордынцев, московскими и суздальскими отрядами. Воспользовавшись начавшейся в 1359 году борьбой за власть в Орде, московские бояре изгнали из Владимира суздальского князя Дмитрия Константиновича (1363).
К началу 1370-х годов в Золотой Орде выявился перевес беклярбека Мамая и его ставленников. В 1371 году тверской князь Михаил Александрович купил в Орде ярлык на великое княжение и оставил своего сына в качестве заложника, Дмитрий взял у городов присягу не принимать Михаила, встал с войском у Переяславля-Залесского и направил ордынскому послу следующие слова «К ярлыку не еду, князя Михаила на княжение в землю Владимирскую не пущу, а тебе, послу, путь чист!». Сам Дмитрий отправился в Орду, «задарил» правящую верхушку и вывез оттуда ярлык на великое княжение, выкупив за 10 000 рублей сына тверского князя, что, по замечанию С. М. Соловьёва, показывает, насколько неравны были силы соперников и насколько Москва была сильнее Твери.
В 1374 году Дмитрий перестал платить дань Орде, в том же году Михаил Тверской снова получил у Мамая ярлык на великое владимирское княжение, но Дмитрий организовал поход почти всех князей Северо-Восточной Руси на Тверь. По условиям мира Михаил обязался участвовать в антиордынских военных акциях московского князя.
В 1378 году Дмитрий и его союзники разбили направлявшееся на Москву ордынское войско во главе с Бегичем в пределах Рязанской земли, на р. Воже. К апрелю 1380 года соперник Мамая Тохтамыш овладел восточной частью Золотой Орды вплоть до устья Дона, а после победы Дмитрия и его союзников над Мамаем объединил в своих руках всю Золотую Орду. В 1382 году Московское княжество подверглось внезапному нападению Тохтамыша, были разорены многие города, но ордынцы были разбиты под Волоколамском двоюродным братом Дмитрия Владимиром Андреевичем. Дмитрий согласился на возобновление выплаты дани и оставил в Орде своего старшего сына Василия, но хан признал великое владимирское и муромское княжения наследственными владениями московских князей, одновременно санкционировав независимость Тверского княжества от владимирского княжения.
Золотая Орда подверглась нашествию Тамерлана в 1391 году в битве на реке Кондурче и в 1395 году в битве на Тереке, который разгромил армию и города Золотой Орды и вторгся на Русскую землю, но от Ельца ушёл на юг. Выплата дани вновь была приостановлена. Но темник Золотой Орды Едигей предпринял новое нашествие на Русь в 1408 году, разграбил московскую землю, разрушил несколько городов, взял 3000 рублей выкупа с москвичей и добился восстановления выплаты дани. После смерти Василия I права на великокняжеский престол предъявил брат его Юрий. Спор был перенесён на решение Золотой Орды, которая высказалась в пользу Василия Васильевича.
Ко 2-й половине XV века смуты и постоянная борьба претендентов за престол привели Орду к упадку и разделению на отдельные ханства. В начале 1420-х годов образовалось Сибирское ханство, в 1428 — Узбекское ханство, затем возникли Казанское (1438), Крымское (1441) ханства, Ногайская Орда (1440-е), Астраханское ханство (1459), Казахское ханство (1465) и др. Главным среди них считалась Большая Орда. По отношению к каждому из них Москва получила возможность проводить самостоятельную политику.

## Организация Московского княжества

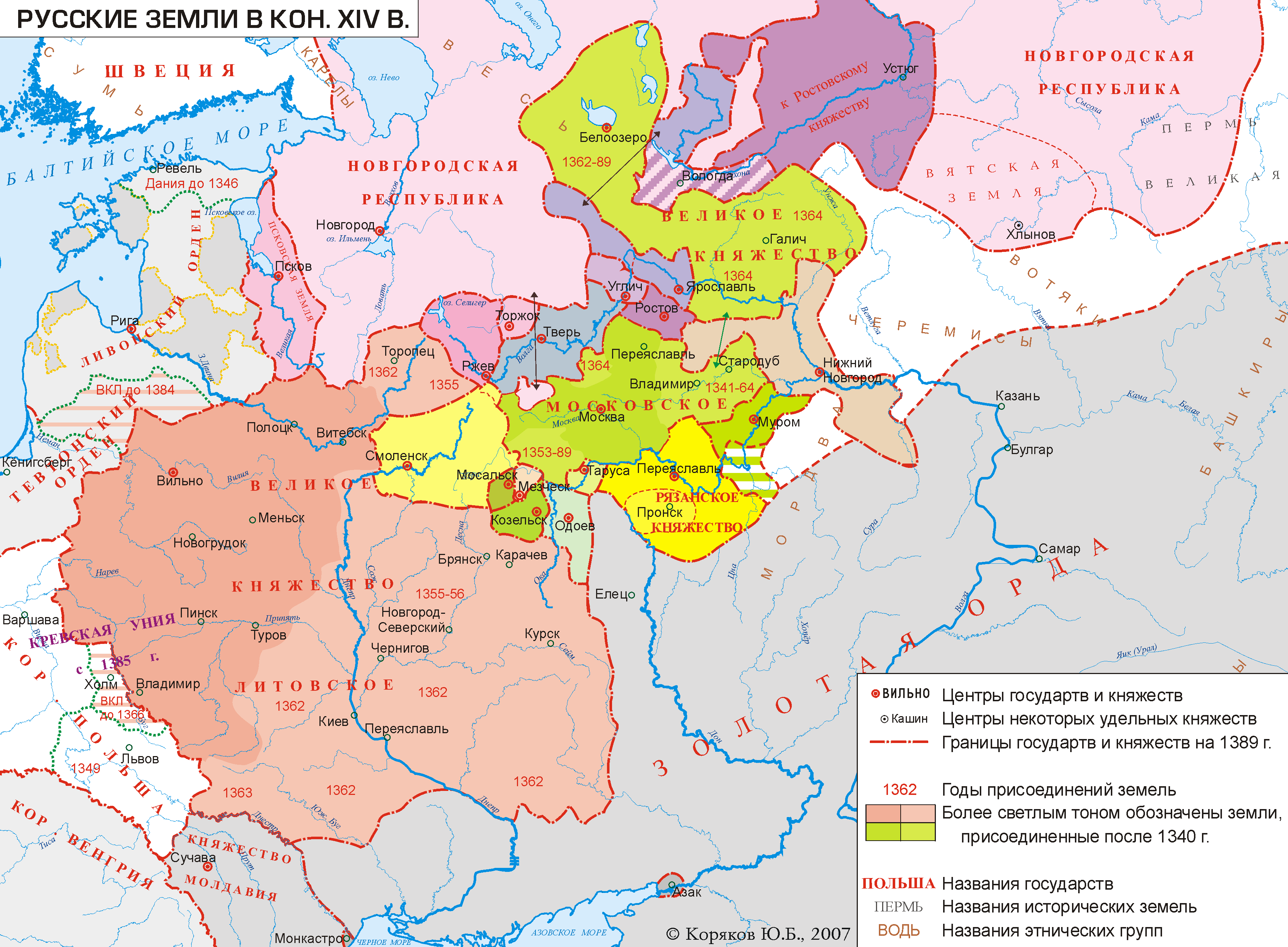
Русские земли в 1389 году

### Борьба за власть
При жизни первых поколений Даниловичей род московских князей почти не разветвлялся (все Даниловичи, за исключением Ивана Калиты, не оставили потомства мужского пола, а Семён Гордый с сыновьями и Андрей Иванович (1353), а затем и брат Дмитрия Донского Иван (1364) умерли от чумы).
В 1388 году, незадолго до смерти Дмитрия Донского, имел место конфликт его с Владимиром Андреевичем Храбрым по вопросу наследования московского престола сыном Дмитрия Василием. Сначала Дмитрием были арестованы серпуховские бояре, затем после обещаний Дмитрием Владимиру дополнительных владений Владимир признал Дмитрия отцом, а Дмитриевичей старшими братьями. После смерти Дмитрия Василию пришлось реализовать обещания отца (Владимир получил Волоколамск и Ржев, а затем обменял их на Углич и Козельск).
Завещание Дмитрия Донского содержало неясные указания на то, кто должен был наследовать великое княжение после его старшего сына Василия, и завещание использовалось затем Юрием Дмитриевичем в борьбе против племянника Василия Васильевича, к которому в 1425 году в нарушение родового принципа наследования перешло великое княжение. Василия поддерживали дед по матери Витовт и хан Улу-Мухаммед. Лишь после смерти дяди Василию удалось утвердиться на великокняжеском престоле, хотя борьба с Юрьевичами, в ходе которой он дважды попадал в плен и был ослеплён, продолжалась ещё 20 лет.
Впоследствии великое княжение передавалось старшему сыну умершего князя, но при этом происходили расправы над представителями боковых линий по обвинениям в заговорах с целью захвата власти.

### Церковь

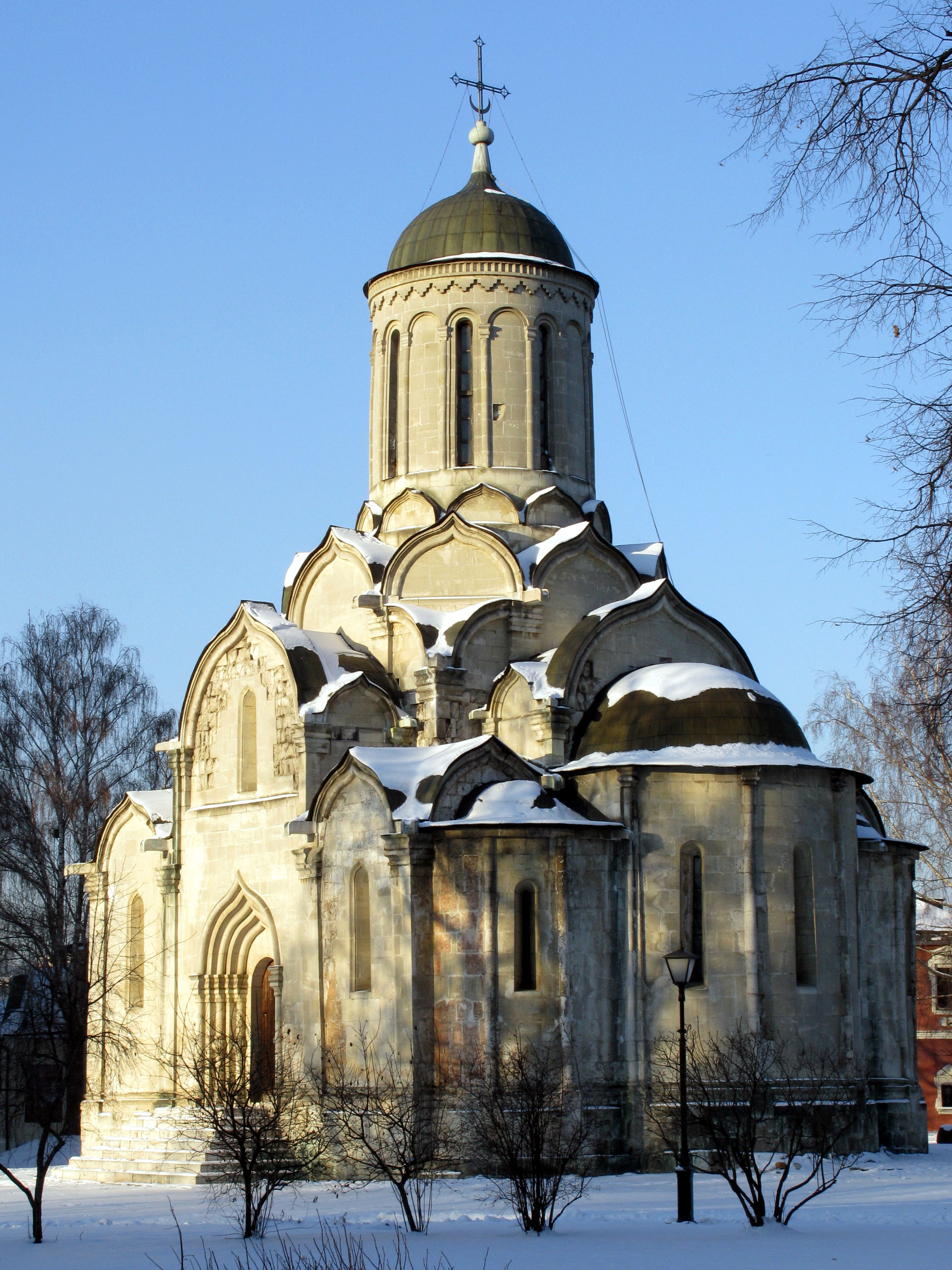
Спасский собор Андроникова монастыря (1425)

После ликвидации улуса Ногая (1300) и объединения Золотой Орды под властью сарайских ханов митрополит Киевский и всея Руси Максим перенёс свою резиденцию во Владимир на Клязьме. Отправленный в Константинополь галицким князем Юрием I Львовичем на поставление в галицкие митрополиты, Пётр был поставлен в митрополиты Киевские и всея Руси. В 1325 году он перенёс свою резиденцию из Владимира в Москву. В 1355 году константинопольский собор подтвердил перенос кафедры митрополита всея Руси из Киева во Владимир.
После Флорентийской унии греческой и римской церквей (1439) митрополиты в Москве перестали утверждаться Константинопольским (Вселенским) патриархом. В 1458 году в Киеве была образована подчинявшаяся униатскому (первоначально) патриарху Киевская митрополия (в Литовском княжестве), а с 1461 года митрополиты, имеющие кафедру в Москве, стали титуловаться как «Московские и всея Руси». Однако, в 1470 году киевский митрополит Григорий Болгарин был признан Вселенским патриархом Дионисием I, и в том же году новгородцы сочли нужным отправить кандидата на место умершего архиепископа Ионы Феофила на поставление в сан не к московскому митрополиту, а к киевскому, что стало одной из причин первого похода Ивана III на Новгород (1471).

### Уделы
После смерти Даниила Александровича его младшие сыновья сначала находились в безусловном повиновении Юрия. Позже один из них, Иван Калита, овладел Переяславлем и утвердился в нём, а Александр и Борис отъехали из Москвы в Тверь, так что при Юрии неизменно оставался один только из братьев, Афанасий. По мнению В. И. Сергеевича, нет основания думать, что московский удел был разделён между Юрием и Афанасием: Юрий Данилович был один князем Москвы, коломенским и можайским.
Преемник Калиты на великом княжении, старший сын его Симеон (1341—1353), не нарушал завещания Калиты, и братья его владели каждый своим уделом. Свой удел, вместе с купленными сёлами в Переяславле, Юрьеве, Владимире, Костроме и Дмитрове, Симеон завещал жене своей, Марье Александровне, урождённой княжне тверской; но брат его Иван II, став великим князем, присоединил этот удел к своим владениям ещё при жизни княгини Марьи.

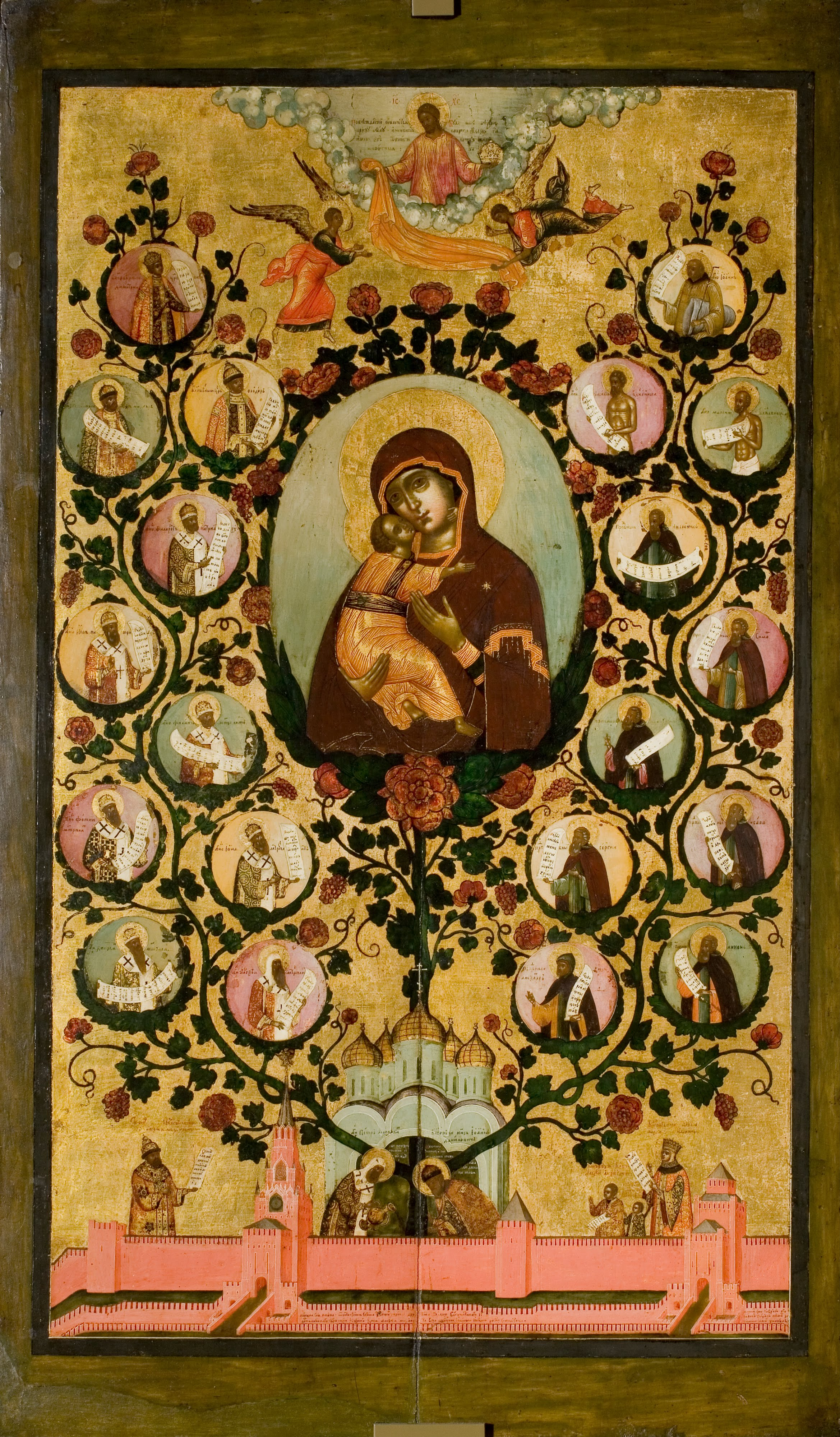
Насаждение древа Государства Российского 1688 г. Симона Ушакова, изображающее генеалогию Московских князей

Сам Иван проводил частноправовой взгляд на княжение, как и его отец и старший брат. В завещании своём он удел брата Симеона предоставил старшему своему сыну Дмитрию, а младшему, Ивану, — свой собственный удел, полученный от Калиты. За племянником, сыном Андрея Ивановича, Владимиром, был утверждён удел его отца. По смерти Ивана Ивановича его удел был присоединён к Москве. В своём духовном завещании великий князь отказывает старшему своему сыну Василию всё великое княжение, а из московского удела даёт ему Коломну и половину своей доли в Москве.
Другие владения он разделяет между четырьмя своими сыновьями; жене даёт также удел. На случай смерти Василия бездетным делается распоряжение, чтобы его удел (великое княжение) перешёл неделимым к следующему брату. В этом распоряжении В. И. Сергеевич видит «мысль о принципиальной неделимости великого княжения» и считает Димитрия Ивановича, хотя и действующим ещё под сильным влиянием противогосударственных начал своего отца, дяди и деда, но уже и значительно отступающим от них.
Василий Дмитриевич отказал Василию Васильевичу все свои владения, выделив, по обычаю, часть жене своей в пожизненное владение. Нового великого князя в его борьбе с дядей Юрием и сыновьями последнего опять поддерживали бояре. При их помощи Василий II присоединил к Москве Серпуховский удел; при их же помощи он вышел и победителем из борьбы, несмотря на то, что попадался в плен и был ослеплён.
Отношения московских князей к другим русским князьям определялись, с одной стороны, завещаниями, с другой — договорами. В своих завещаниях великие князья определяли отношения между старшими и младшими князьями по старине. Дмитрий Донской, например, говорит в своём завещании: «Дети мои, младшие братья князя Василия, чтите и слушайте своего брата старшего, князя Василия, вместо меня, своего отца; а сын мой князь Василий держит своего брата князя Юрия и своих братьев младших в братстве без обиды».
То же самое повторяют в своих завещаниях Василий Тёмный и Иван III. Этим не устанавливались подданнические отношения младших братьев к старшему, а высказывалось только желание, чтобы сыновья и после смерти отца продолжали мирную семейную жизнь под руководством старшего брата — названого отца. Иначе определялись отношения удельных князей к великому по договорам. Сыновья Калиты, например, называют старшего брата господином великим князем; клянутся быть с ним заодно до смерти; иметь и чтить старшего брата, как отца. У них должны быть общие со старшим братом враги и друзья; без совета друг с другом они не должны заключать договоров; не должны иметь вражды друг с другом. Старший не должен отнимать у младших волостей. По смерти младшего брата старший обязан заботиться о его семье и не обижать её. Когда выступает в поход старший, должны выступать и младшие. Братья должны избегать всяких поводов к ссоре один с другим.
В договоре Дмитрия Донского с двоюродным братом его Владимиром Андреевичем последний обязывается держать своё княженье честно и грозно под старшим князем и желать ему добра во всём. Если кто-нибудь из них узнает что хорошее или дурное о другом, должны сообщать друг другу. Оба князя обязываются за себя и своих бояр не покупать имений во владениях другого, не держать закладной, не давать жалованных грамот. Если у кого-нибудь из них будет иск на подданного другого, то давать суд. Младший князь обязан посылать своих воевод по требованию старшего; последний, вместе с удельным, может казнить их за ослушание. Младший князь служит старшему; он и бояре должны садиться на коня, когда сядет старший.

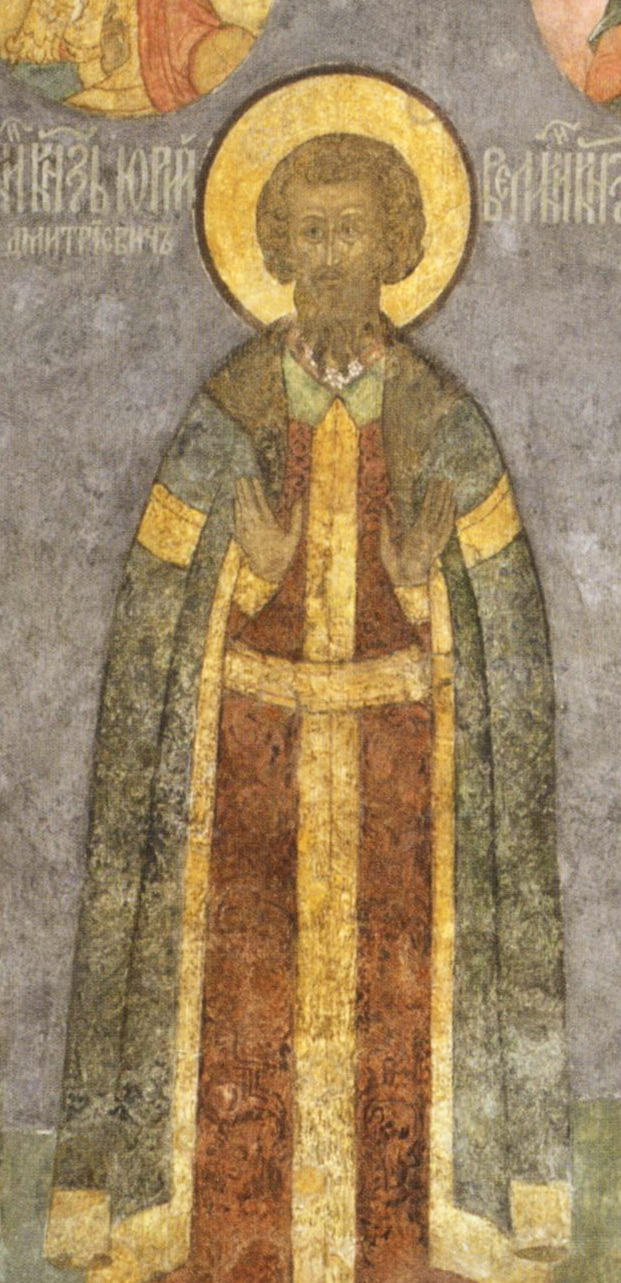
Юрий Звенигородский, фреска Архангельского собора

Если между ними произойдёт спор, то решают его высланные с обеих сторон бояре; если им не удастся решить — то митрополит, а если его не будет в русской земле, то князья избирают третейского судью, который и решает дело. Во втором договоре Владимир Андреевич выговаривает себе право не садиться на коня, когда сядет племянник; за то здесь князья клянутся исполнять договор не только за себя, но и за детей своих.
Василий I также заключает договоры со своими братьями, но они не так определённы и не содержат прямых указаний на служебные отношения удельного князя к великому. Младшие братья обязываются считать великого князя вместо отца а Юрий Дмитриевич Звенигородский говорит в своём договоре, что он считает Василия только старшим своим братом. С Василием Васильевичем Юрий Дмитриевич заключает договоры как равноправный союзник, не указывая, как он будет держать себя относительно старшего. Он сам не обязан даже садиться на коня, когда сядет великий князь, а должен только высылать воеводу со своими людьми. Выражения честно и грозно встречаются в договорах Василия Тёмного с удельными князьями только после смерти Юрия Дмитриевича.
Иван III ещё при жизни своей велел сыну своему Василию заключить договор с братом Юрием, по которому последний обязался признавать своего старшего брата господином, держать своё княжение честно и грозно без обиды; если же Василий умрёт, назначив себе преемника, то Юрий обязан признавать и этого преемника господином, вместо Юрия. Умирая, Василий III разделил свои владения между сыновьями Иваном и Юрием. С уничтожением уделов и вымиранием удельных традиций значение братьев как самостоятельных князей постепенно снижается, и, наконец, они обращаются в служилых князей, подданных великого князя.

### Социальная структура
Отношение бояр к княжеской власти выразилось в том числе в усилении значения московского тысяцкого. Уже при Симеоне Гордом боярин Алексей Петрович Хвост затеял было крамолу против князя, но был изгнан. При Иване Ивановиче он снова сделался тысяцким. В 1357 году Хвост был убит: пронёсся слух, что его убили бояре. В Москве произошёл мятеж, так что некоторые из бояр должны были отъехать в Рязань. Сан тысяцкого получил Василий Вельяминов, по смерти которого Дмитрий Донской оставил должность тысяцкого незамещённой; сын Вельяминова, Иван, вздумал было силой завладеть ею, но был схвачен и казнён.
Этот факт показывает, что Дмитрий Донской вёл себя уже довольно самостоятельно по отношению к своим боярам; тем не менее он завещал своим сыновьям любить бояр и ничего не делать без их согласия.

### Право
В московский период в среде юридически однородного свободного населения зарождаются сословия; усиливается единоличная власть московских государей. Важное значение для централизации государства имело распоряжение Дмитрия Донского, который первым завещал Великое княжение Владимирское без раздела своему старшему сыну. Этому примеру следовали и его преемники. Первоначально бояре и вольные слуги имели право отъезда от государя, что было гарантией вольной службы. Князья разных княжеств в многочисленных междукняжеских договорах обязуются лишать отъехавших слуг их вотчин. Но с XIV века это право часто нарушается. После ликвидации уделов стало возможным отъехать только в иноземные государства, и отъезд начинает восприниматься как пятнающий честь служилого человека. Так подготавливалась почва для перехода к обязательной службе. Вольная служба перестраивается по типу невольной, образцом которой была служба под дворским. Дворовые люди, или дворяне пользовались землями (поместьем) только при условии службы. Это положило начало поместной системе. Дворянин-помещик был новым типом слуги в противоположность боярину-вотчиннику.
Важную роль продолжало играть обычное право. Старина (правовые нормы, восходящие к традиционному русскому праву) имела большой авторитет, и государи не нарушали её в явном виде, но постепенно её изменяли. Новшества вводятся не общими указами, а постепенно, в отношении отдельных случаев, пока практика не подготовит почвы для общего указа. Междукняжеские договоры прекращаются с объединением государства. Всё большее значение в качестве творческой силы права приобретает воля государя.
Основным письменным источником права Московского государства XIV—XV веков оставалась Русская Правда.

## Становление Русского государства

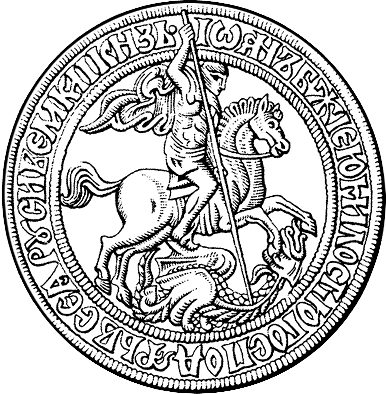
Прорисовка лицевой стороны печати Ивана III. Конец XV века

При Иване III и Василии III на всех землях Руси, не находящихся под властью великого князя литовского и короля польского, образовалось единое Русское государство, включившее в себя территории Ярославского княжества (1471), Ростовского княжества (1474), Новгородской республики (1478) и Тверского княжества (1485) и добившееся полной независимости от Золотой Орды (1480). Племянник великого князя, Иван Борисович (князь рузский), завещал Ивану III свою вотчину помимо своего родственника Фёдора; так же поступил и рязанский князь Фёдор Васильевич, отказавший Ивану свою вотчину на Рязани, в городе и на посаде, старую Рязань и Перевитеск с волостями. Василий III без войн присоединил к Москве Псковскую республику и Рязань. К смерти Василия III (1533) после серии переходов удельных князей восточных земель великого княжества Литовского на московскую службу и нескольких русско-литовских войн к Русскому государству были присоединены Чернигов и Смоленск, внутри государства были ликвидированы уделы. Был издан общегосударственный свод законов (1497) и создана поместная система.

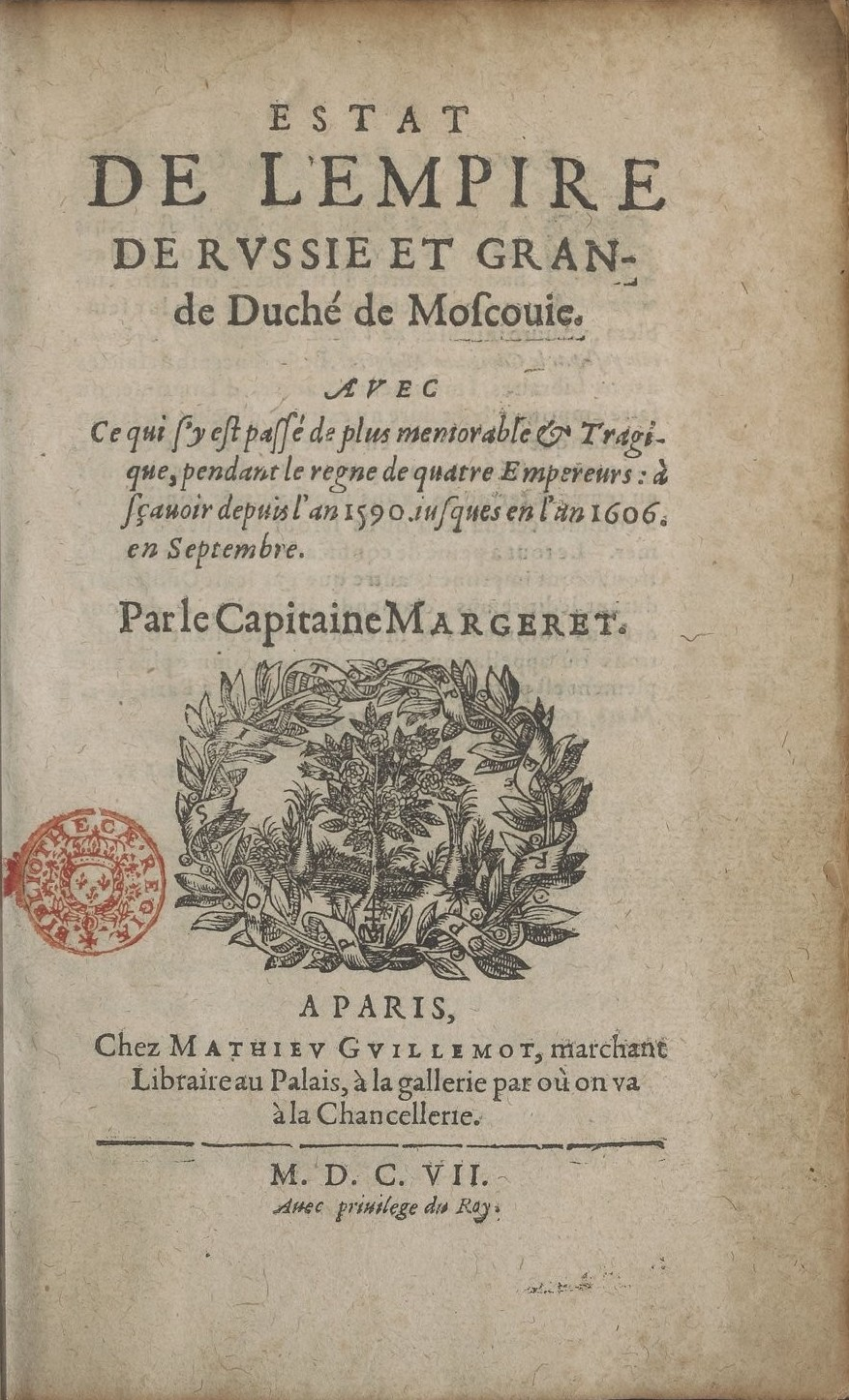
Титульный лист первого издания книги Жака Маржерета «Состояние Российской империи и Великого княжества Московского» (1607)

Упоминание прежних независимых земель, в том числе Великого княжества Московского, сохранялось в государевом титуле ещё несколько столетий. В сознании современников они продолжали символически существовать под скипетром российских монархов. Из этого вытекали такие встречающиеся в русских и иностранных источниках XVI—XVII веков двухсоставные формулировки как «Московское государство Российского царства». Некоторые соседние державы, не признававшие по политическим причинам общерусский масштаб московских государей, продолжали нарочито называть их великими князьями московскими.